# Mravlje (sura)
Mravlje (arabsko An-Naml) je 27. sura (poglavje) v Koranu, ki jo sestavlja 93 ajatov (verzov). Je meška sura.
Med opravljanjem molitve (salata oz. namaza) pri tej suri verniki opravijo 7 ruku'jev (priklonov).